# Cytinaceae
Cytinaceae is een botanische naam, voor een familie van tweezaadlobbige planten. Een familie onder deze naam wordt zelden erkend door systemen voor plantentaxonomie, maar indertijd wel door het systeem van De Candolle, waarin ze als incertae sedis behandeld werd.
Recentelijk werd een dergelijke familie wel erkend door het APG-systeem (1998), dat de familie ongeplaatst laat (wederom incertae sedis).
Het APG II-systeem (2003) erkent de familie niet en laat het genus Cytinus ongeplaatst.
De APWebsite [18 feb 2008] en het APG III-systeem (2009) erkennen de familie weer wel en plaatsen haar in de orde Malvales.
In de omschrijving volgens de APWebsite en The Parasitic Plant Connection gaat het om een kleine familie, van volledige parasieten, die voorkomen rond de Middellandse Zee, Centraal-Amerika en Zuid-Afrika en Madagaskar.